# Sinhalese Sports Club Ground
Der Sinhalese Sports Club Ground ist ein Cricketstadion in Cinnamon Gardens, Colombo, Sri Lanka, das 1952 eingeweiht wurde. Das Stadion ist Austragungsort für internationale Test Matches und One-Day Internationals.

## Kapazität und Infrastruktur
Die Kapazität des Stadions beträgt heute 10.000 Plätze, während es in den 1980er Jahren bis zu 20.000 Plätze fasste. Damit ist es unter den drei für Internationale Spiele genutzten Cricketstadien in Colombo, neben dem Paikiasothy Saravanamuttu Stadium und dem R. Premadasa Stadium das kleinste. Im Stadion ist auch die Geschäftsstelle des sri-lankischen Verbandes, Sri Lanka Cricket, untergebracht. Die beiden Ends heißen Tennis Courts End und South End.

## Nationales Cricket
Das Stadion ist die Heimstätte des Singhalese Sports Club und wird von diesem bei den nationalen Meisterschaften verwendet.

## Internationales Cricket
Die sri-lankische Cricket-Nationalmannschaft trägt in diesem Stadion regelmäßig seine Heimspiele aus. Das erste ODI fand im Jahr 1982 gegen England statt, der erste Test gegen Neuseeland 1984. Beim Cricket World Cup 1996 fand in dem Stadion ein Vorrundenspiel statt, sowie sechs weitere bei der ICC Champions Trophy 2002.